# Sacha Dalcol

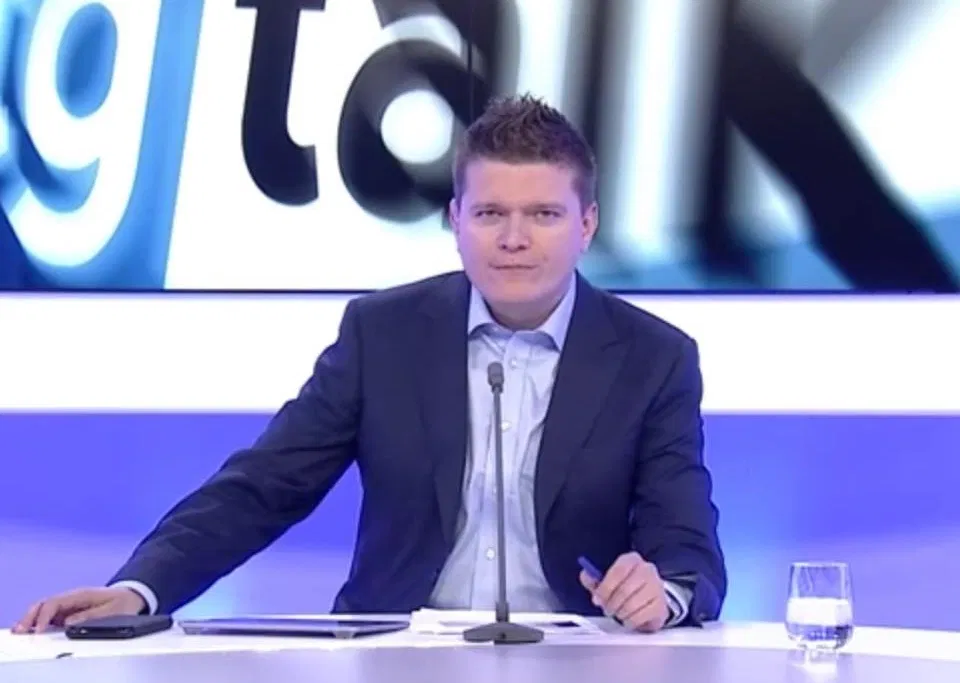
Sacha Dalcol

Sacha Dalcol (Lugano, 12 agosto 1982) è un giornalista, conduttore radiofonico e conduttore televisivo svizzero.

## Biografia
Sacha Dalcolha esordito nel 2001 a Radio3i, emittente privata svizzera. Tra il 2007 e il 2009 ha condotto il telegiornale di TeleTicino, sotto la direzione di Marco Bazzi. Dal 2007 è caporedattore di Radio3i, dove ha ideato e animato diversi programmi d'attualità: Ticino Sera (2004-2006), Controverso (2007), Pop Politik (2008-2009), Temporeale (2009-2011), Dillodinotte (2010-2015) e Clacson (2013-2017). Dal 2003 al 2007 ha curato il sito Inforadio.ch, dedicato all'informazione radiotelevisiva italo-svizzera. Dal mese di settembre del 2017 è vice direttore di TeleTicino e Radio3i. Per tre anni ha condotto il programma televisivo TgTalk. Dal 1. gennaio 2020 è anche direttore responsabile del portale informativo Ticinonews.ch. Dal 1. luglio 2021 è nominato direttore di Teleticino e Radio3i